# جایزه بزرگ ایالات متحده ۱۹۶۳
جایزه بزرگ ایالات متحده ۱۹۶۳ (انگلیسی: ‎1963 United States Grand Prix‎) یک مسابقهٔ موتوری در رشتهٔ اتومبیل‌رانی فرمول یک بود که در تاریخ ۶ اکتبر ۱۹۶۳ در مسیر مسابقه جایزه بزرگ واتکینز گلن واقع در واتکینز گلن، نیویورک، ایالات متحده آمریکا برگزار شد. این گراند پری در میان ۱۰ گراند پری در فصل ۱۹۶۳، مسابقهٔ شمارهٔ ۸ بود.
در این مسابقه که در ۱۱۰ دور و به مسافت ۴۰۷٫۱۱ کیلومتر (۲۵۲٫۹۶۶ مایل) برگزار شد، پول پوزیشن توسط گراهام هیل کسب شد و سریع‌ترین زمان برای طی یک دور پیست که برابر با ۱:۱۴٫۵ بود نیز توسط جیم کلارک به ثبت رسید.
گراهام هیل از تیم بی‌آرام، ریچی گینتر از تیم بی‌آرام و جیم کلارک از تیم لوتوس-کلیمکس به‌ترتیب مقام‌های اول تا سوم مسابقه را کسب کردند.

## رده‌بندی قهرمانی پس از مسابقه
|       | جایگاه | راننده      | امتیاز  |
| ----- | ------ | ----------- | ------- |
|       | ۱      | جیم کلارک   | ۵۱ (۵۵) |
|       | ۲      | ریچی گینتر  | ۲۸ (۳۰) |
| ۲     | ۳      | گراهام هیل  | ۲۲      |
| ۱     | ۴      | جان سرتیز   | ۲۲      |
| ۱     | ۵      | بروس مک‌لارن | ۱۴      |
| منبع: |        |             |         |

|       | جایگاه | سازنده        | امتیاز  |
| ----- | ------ | ------------- | ------- |
|       | ۱      | لوتوس-کلیمکس  | ۵۱ (۵۶) |
|       | ۲      | بی‌آرام        | ۳۵ (۳۷) |
|       | ۳      | فراری         | ۲۴      |
|       | ۴      | کوپر-کلیمکس   | ۲۱      |
|       | ۵      | برابام-کلیمکس | ۱۸      |
| منبع: |        |               |         |

یادداشت
- تنها پنج جایگاه نخست از هر رده‌بندی نمایش داده شده‌است.